# Steinhöfel (Brandenburgia)
Steinhöfel – miejscowość i gmina w Niemczech w kraju związkowym Brandenburgia, w powiecie Oder-Spree, od 1 stycznia 2019 wchodzi w skład Związku Gmin Odervorland. Położona jest na północny wschód od miasta Fürstenwalde/Spree. Leży na historycznej ziemi lubuskiej.
Przez gminę przebiega droga krajowa B5.

## Historia
Na pocz. XV w. Steinhöfel przynależało administracyjnie do dekanatu rokowskiego w diecezji lubuskiej, podobnie jak Beerfelde, Demnitz, Jänickendorf i Neuendorf, natomiast Arensdorf, Buchholz, Gölsdorf, Hasenfelde, Heinersdorf, Schönfelde i Tempelberg podlegały dekanatowi lubiąskiemu.

## Dzielnice gminy
- Arensdorf
- Beerfelde
- Buchholz
- Demnitz
- Gölsdorf
- Hasenfelde
- Heinersdorf
- Jänickendorf
- Neuendorf im Sande
- Schönfelde
- Steinhöfel Kernort
- Tempelberg

## Zabytki
Zabytki w Steinhöfel:
- Zamek
- Gmach administracji gminy z XVIII w.
- Kościół, sięgający XIII w.
- Cmentarz żołnierzy sowieckich

Zabytki w pozostałych częściach gminy:
- w Heinersdorf: kościół z XIII w., pałac, kamienie milowy, półmilowy i ćwierćmilowy oraz cmentarz żołnierzy sowieckich
- w Schönfelde: kościół z XIII w.
- w Tempelberg: kościół z XIII w.
- w Jänickendorf: kościół z XIII w.
- w Beerfelde: kościół z XIII w.
- w Arensdorf: kościół, sięgający XIII w. oraz dwa kamienie milowe
- w Hasenfelde: kościół, sięgający XIII w. oraz dwór
- w Neuendorf: kościół, sięgający XIII w., przebudowany w XIX w.
- w Buchholz: kościół średniowieczny, przebudowany w XVIII w.
- w Demnitz: kościół z XVI w.
- w Behlendorf: dworek z parkiem
- w Gölsdorf: pomnik upamiętniający oficerów rosyjskich poległych w 1813

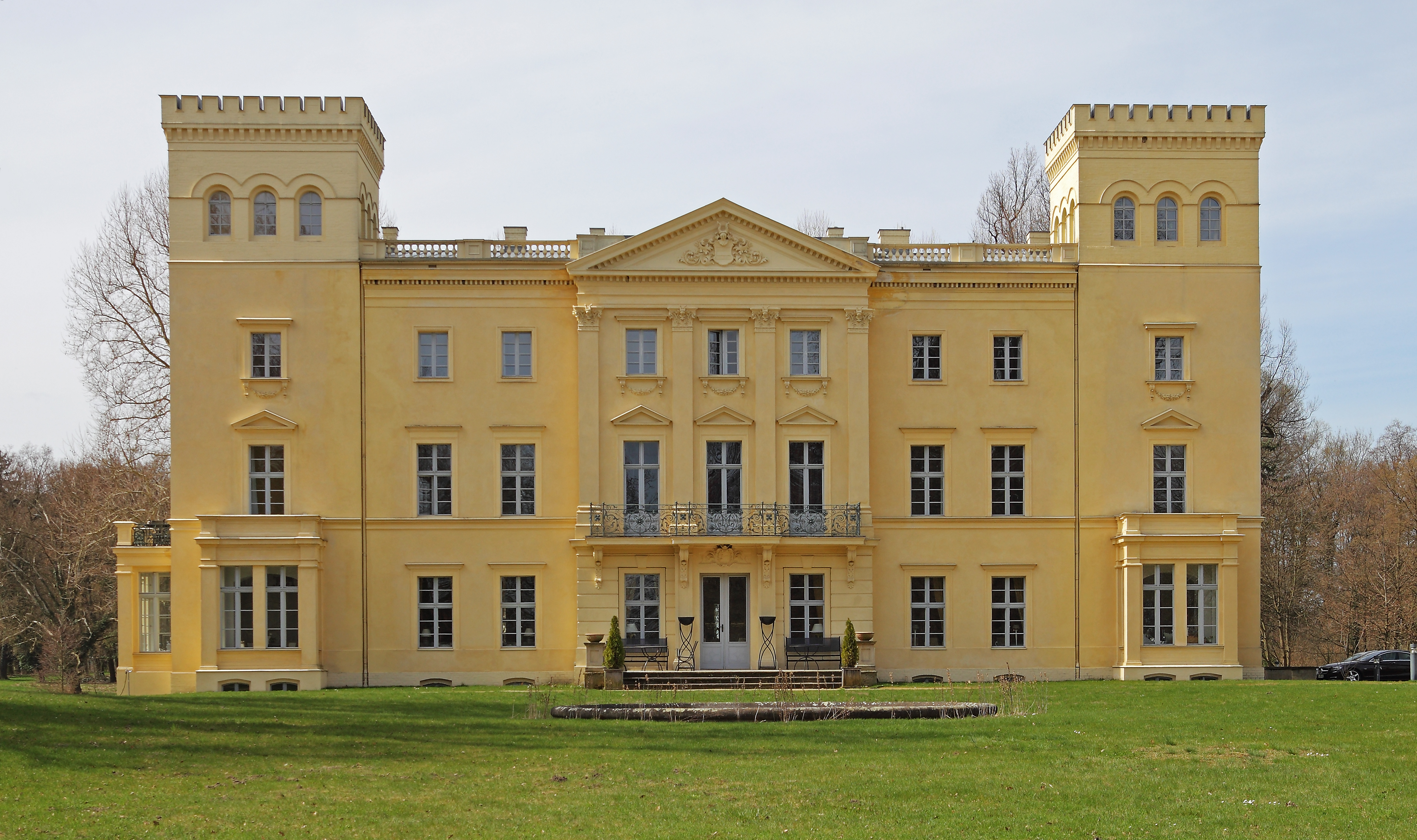
Zamek w Steinhöfel
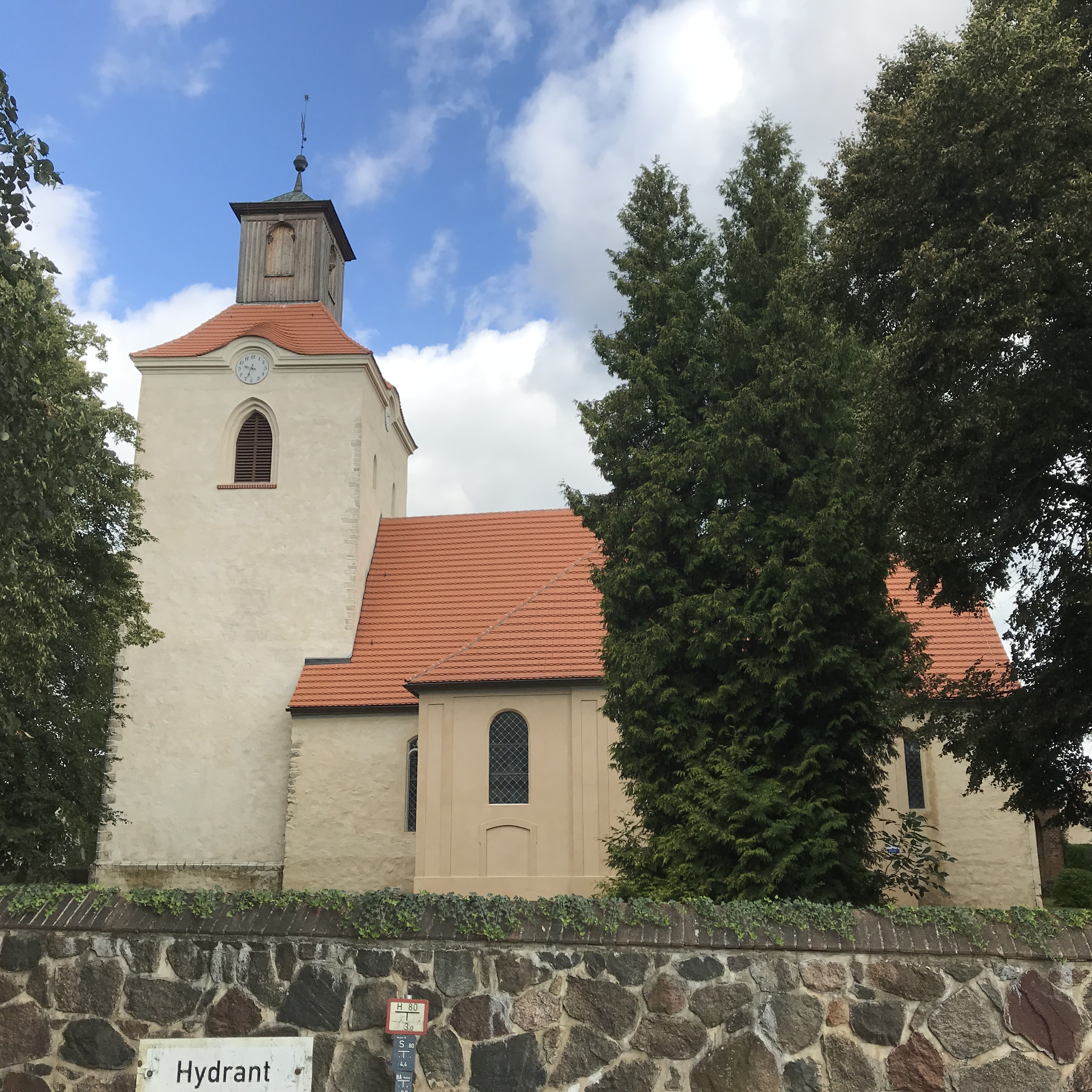
Kościół w Steinhöfel
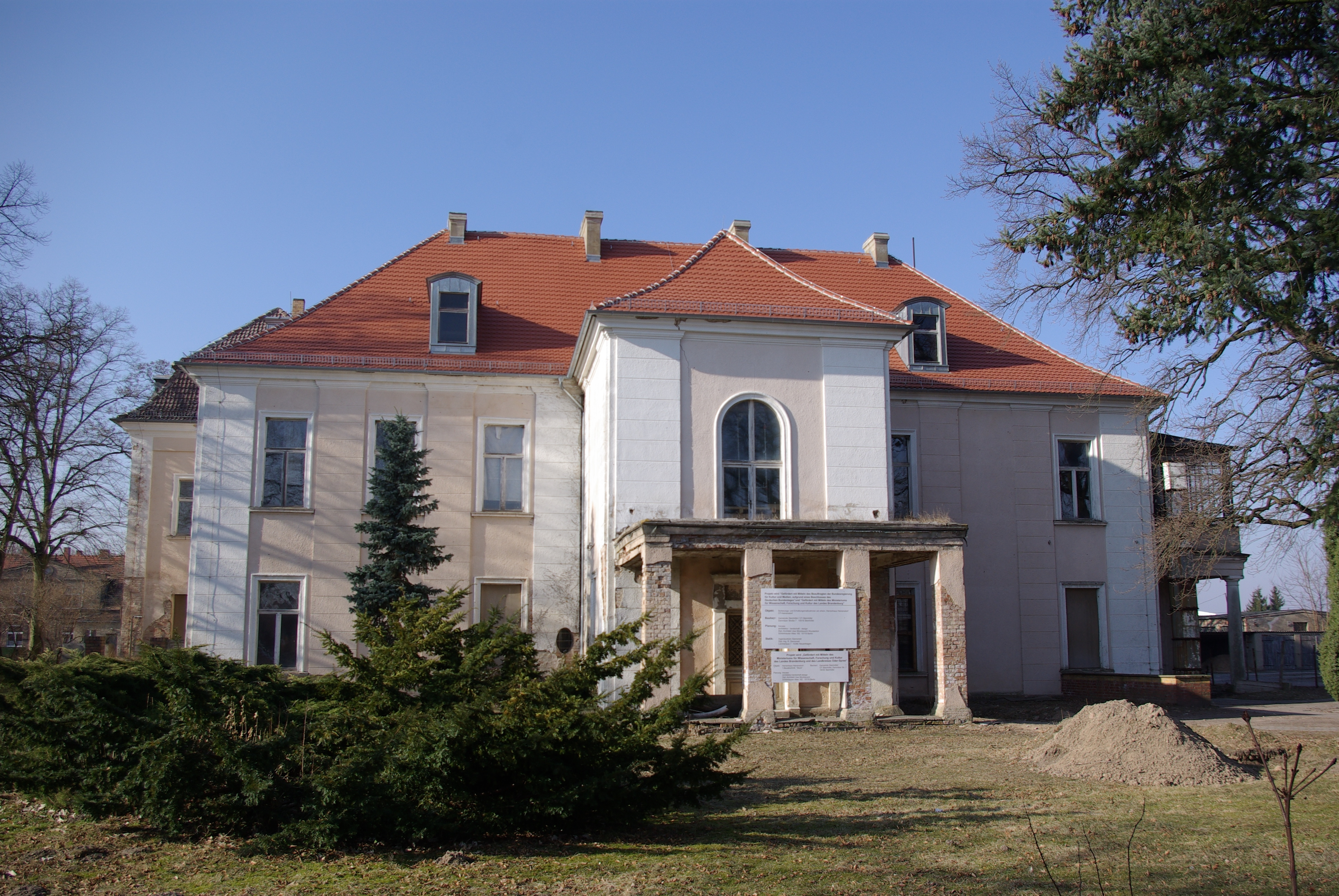
Pałac w Heinersdorf
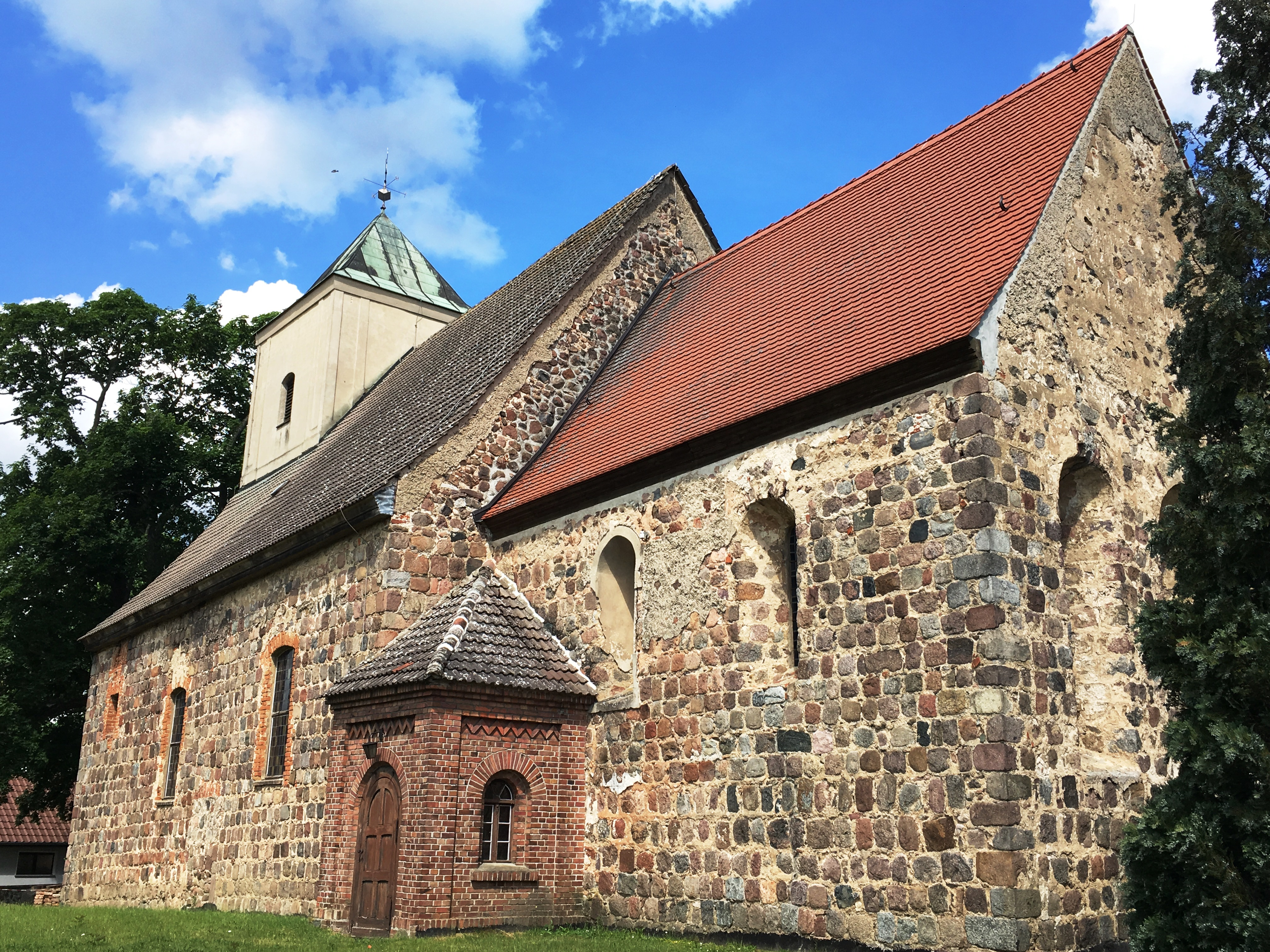
Kościół w Beerfelde

## Demografia
Wykres zmian populacji Steinhöfel w granicach z 2013 r. od 1875 r.: